# The Adventure of Sherlock Holmes' Smarter Brother
The Adventure of Sherlock Holmes' Smarter Brother is een Amerikaanse film van Gene Wilder die werd uitgebracht in 1975. 
Deze komedie is het regiedebuut van Gene Wilder. 

## Verhaal
Londen, 1891. Bij gebrek aan tijd en omdat hij het een tijdje kalmer aan wil doen vertrouwt Sherlock Holmes een chantagezaak toe aan zijn jongere broer Sigerson, een privédetective die altijd in zijn schaduw heeft moeten opereren. Sergeant Orville Sacker van Scotland Yard, een man begiftigd met een fotografisch geheugen, zal Sigerson helpen deze zaak op te lossen. 
Operazangeres Jenny Hill beweert het slachtoffer van een afperser te zijn. Ze vertelt Sigerson dat Gambetti, een collega-operazanger, haar chanteert met een obscene liefdesbrief die ze hem ooit schreef. Hij zal die openbaar maken indien ze hem geen vertrouwelijke documenten van haar vader, de Foreign Secretary, doorspeelt.
Sigerson grijpt deze zaak aan om eindelijk te bewijzen dat hij zo knap is als zijn beroemde broer. 

## Rolverdeling
| Acteur           | Personage                         |
| ---------------- | --------------------------------- |
| Gene Wilder      | Sigerson Holmes                   |
| Madeline Kahn    | Jenny Hill                        |
| Marty Feldman    | sergeant Orville Stanley Sacker   |
| Dom DeLuise      | Eduardo Gambetti                  |
| Leo McKern       | Professor Moriarty                |
| Roy Kinnear      | Finney, de assistent van Moriarty |
| Douglas Wilmer   | Sherlock Holmes                   |
| Thorley Walters  | John H. Watson                    |
| John Le Mesurier | Lord Redcliff, Foreign Secretary  |